# Serafina Battaglia
(Serafina Battaglia)
Serafina Battaglia (1919 – Godrano, 10 settembre 2004), è stata una testimone di giustizia italiana, prima donna a testimoniare contro Cosa nostra.
Iniziò la sua attività di testimonianza il 30 gennaio 1962 a seguito dell'uccisione del marito Stefano Leale e del figlio Salvatore Leale, quest'ultima attribuita a Vincenzo Rimi, diventando così una testimone implacabile in molti processi.

## Biografia
Il 9 aprile 1960 a Godrano (PA) fu ucciso suo marito Stefano Leale, commerciante e mafioso; egli era stato da poco tempo espulso da Cosa nostra. A seguito di questo evento Serafina incoraggiò il figlio Salvatore a vendicare il padre. Il figlio tentò di uccidere i due boss di Alcamo, Filippo e Vincenzo Rimi, ma l'attentato fallì e fu ucciso a sua volta. Durante il processo per l'omicidio del figlio, Serafina decise di testimoniare contro il sistema mafioso, collaborando con il giudice istruttore Cesare Terranova; a differenza degli altri testimoni, chiusi nell'omertà, durante l'interrogatorio raccontò come si era svolto l'omicidio, per il quale erano imputati Salvatore Maggio, Francesco Miceli e Paolo Barbaccia. 
Dopo diversi passaggi giuridici, nel 1971 in Cassazione la condanna fu annullata perché, prima di essere ucciso, il procuratore Pietro Scaglione depositò un dossier con cui dimostrava che la Battaglia mentiva ed aveva regalato un appartamento ad uno degli imputati. Un nuovo processo portò il 13 febbraio 1979 all'assoluzione dei Rimi per insufficienza di prove. Nonostante per alcuni anni non riuscisse a trovare alcun avvocato disposto a difenderla, poté testimoniare in diversi processi di mafia a Perugia, a Catanzaro, a Bari, a Lecce.
Dopo il processo disse di portare sempre con sé la pistola: «La tengo per difendermi anche se ora la mia arma è la giustizia». Fu comunque una sostenitrice della giustizia e dell'importanza della testimonianza: «Mio marito era un mafioso e nel suo negozio si radunavano spesso i mafiosi di Alcamo e di Baucina. Parlavano, discutevano e io perciò li conoscevo uno ad uno. So quello che valgono, quanto pesano, che cosa hanno fatto. Mio marito poi mi confidava tutto e perciò io so tutto. Se le donne dei morti ammazzati si decidessero a parlare così come faccio io, non per odio o per vendetta ma per sete di giustizia, la mafia in Sicilia non esisterebbe più da un pezzo», disse in un’intervista a Mauro De Mauro, giornalista de L'Ora.